# Arnreith
Arnreith ist eine Ortschaft in der Marktgemeinde Rappottenstein im Bezirk Zwettl in Niederösterreich. Die Ortschaft hat 17 Einwohner (Stand 1. Jänner 2024).

## Geografie
Die zwischen Pretrobruck und Hausbach südlich über dem Tal des Großen Kamps gelegene Ortschaft besteht aus mehreren Gehöften. Am 1. April 2020 umfasste Arnreith 7 Adressen.

## Geschichte
Der Ort wird bereits 1371 schriftlich genannt, im Eintrag der Josephinischen Fassion aus Jahre 1786/87 hatte der Ort 4 Häuser.
Im Jahr 1822 wurde der Ort als Dorf mit fünf Häusern genannt, das nach Rappottenstein  eingepfarrt war, wohin auch die Kinder eingeschult wurden. Die Herrschaft Arbesbach besaß die Ortsobrigkeit, übte die Landgerichtsbarkeit aus, besorgte die Konskription und hatte die Grundherrschaft inne. Der Franziszeische Kataster von 1823 verzeichnet die Ortslage mit einigen landwirtschaftliche Anwesen.
Mit der Aufhebung der Grundherrschaften in Folge des Umbruch 1848 wurde der Ort 1849 eine Katastralgemeinde der Ortsgemeinde Pretrobruck.
Im Jahr 1938 waren laut Adressbuch von Österreich im Weiler Arnreith mehrere Landwirte ansässig.
Im Zuge der Niederösterreichischen Kommunalstrukturverbesserung kam der Ort am 1. Januar 1970 zur Gemeinde Rappottenstein und wurde der Katastralgemeinde Pehendorf zugeordnet, zugleich wurde Pretrobruck als Ortsgemeinde aufgelöst und als Katastralgemeinde nach Arbesbach eingemeindet.